# Теодор фон Бомгард
Теодор Карл Едуард фон Бомгард (нім. Theodor Karl Eduard von Bomhard; 12 січня 1841, Вунзідель — 17 березня 1945, Прін-ам-Кімзе) — німецький офіцер, генерал артилерії запасу Баварської армії і вермахту.

## Біографія
Син Карла Терезіуса Філіппа Георга Вільгельма фон Бомгарда (1800–1866) та його дружини Шарлотти Терезії Генрієтти Бернгардіни, уродженої фон Арнім (1809–1892).
Бомгард розпочав військову кар'єру в Баварській армії, беручи участь у війні проти Пруссії та війні проти Франції. З 11 грудня 1888 року — оберст. З 12 грудня 1889 по 11 червня 1893 року — командир 1-го польового артилерійського полку «Принц-регент Луїтпольд». З 12 червня 1893 року — генерал-лейтенант і начальник секції Інспекції польової артилерії. З 12 червня 1895 по 24 грудня 1897 року — командир 2-ї польової артилерійської бригади. 25 грудня 1897 року звільнений у відставку з підвищенням до генерал-лейтенанта запасу. 3 березня 1911 року принц-регент Луїтпольд Баварський надав йому звання генерала артилерії запасу.
З нагоди свого 100-річчя, 12 січня 1941 року, Бомгард був переданий в почесне розпорядження вермахту і отримав право носити форму 7-го артилерійського полку з генеральськими знаками розрізнення. Цей підрозділ перейняв традицію 1-го польового артилерійського полку «Принц-регент Луїтпольд», яким командував Бомгард.

## Сім'я
Був одружений двічі, спочатку з Ганною Фрік (1844–1870), а потім з Констанц Дан (1846–1933), сестрою письменника Фелікса Дана. В першому шлюбі народився майбутній генерал-майор Карл фон Бомгард (1866–1938), в другому — Теодор Ернст (20 лютого 1874) і Анна. Бомгард помер через годину після смерті Анни, яка дбала про батька після смерті матері.

## Нагороди
- Армійська медаль 1866 (Баварія)
- Залізний хрест 2-го класу із застібкою «25»
- Орден «За військові заслуги» (Баварія)
  - лицарський хрест 2-го класу з мечами та військовою відзнакою (1 листопада 1870) — як оберлейтенант 4-го польового артилерійського полку «Король».
  - лицарський хрест 1-го класу (23 грудня 1883) — як майор 4-го польового артилерійського полку «Король».
  - командорський хрест із зіркою
    - орден (27 грудня 1894)
    - зірка (23 грудня 1898)

  - 1-го класу (24 жовтня 1901)
- Пам'ятна військова медаль за кампанію 1870-71 із сімома застібками
- Орден «За заслуги» Баварської корони, лицарський хрест
- Хрест «За вислугу років» (Баварія) 2-го класу (24 роки)
- Орден Святого Михайла (Баварія), командорський і великий командорський хрест
- Столітня медаль
- Орден Святих Маврикія та Лазаря, командорський хрест (Королівство Італія)
- Орден Корони (Пруссія) 2-го класу
- Орден Меча, командорський хрест (Швеція)
- Медаль принца-регента Луїтпольда з короною
- Орден Франца Йосифа, великий хрест (Австро-Угорщина)